# Pato Bragado
Pato Bragado é um município brasileiro do estado do Paraná. Sua população estimada em 2019 é de 5.610 habitantes.

## História
Em 29 de dezembro de 1962 o aglomerado de Pato Bragado tornou-se distrito de Marechal Cândido Rondon. No dia 12 de abril de 1965 foi elevado à categoria de distrito administrativo e judiciário.
O município realizou sua primeira eleição em 3 de outubro de 1992, quando foram eleitos  para prefeito Luiz Grando e Walter Kleemann, vice-prefeito. Os primeiros vereadores da cidade foramː Sérgio Kinskowski, Leomar Rohden, Antônio Francescheto, Holdi Römer, Nivaldo Gomes de Souza, Gilberto Maehler, Celso Stülp, João Valério Specht e Arnaldo Pauli. Executivo e legislativo tomaram posse em 1 de janeiro de 1993.